# Cantonul Dax-Nord
Cantonul Dax-Nord este un canton din arondismentul Dax, departamentul Landes, regiunea Aquitania, Franța.

## Comune
- Angoumé
- Dax (parțial, reședință)
- Gourbera
- Herm
- Mées
- Rivière-Saas-et-Gourby
- Saint-Paul-lès-Dax
- Saint-Vincent-de-Paul
- Saubusse
- Téthieu